# Papua Pegunungan
La Papua Pegunungan è una provincia dell'Indonesia situata sull'isola della Nuova Guinea. Copre 108 476 km² e la sua capitale è Wamena.

## Geografia
La provincia è stabilita nella parte orientale della Papua indonesiana e confina con la Papua Nuova Guinea a est. Confina con le province di Papua a nord, Papua meridionale a sud e Papua centrale a ovest.

## Storia
Il 30 giugno 2022, il Consiglio di rappresentanza del popolo ha adottato una legge che istituisce tre nuove province, tra cui quella di Papua Pegunungan, promulgata il 25 luglio. La nuova provincia è stata ufficialmente istituita l'11 novembre 2022.

## Suddivisione
La provincia è divisa in otto reggenze (kabupaten): 
- Jayawijaya
- Lanny Jaya
- Mamberamo Centrale
- Monti Bintang
- Nduga
- Tolikara
- Yakuhimo
- Yalimo